# Saint-Julien (Côte-d’Or)
Saint-Julien település Franciaországban, Côte-d’Or megyében. Lakosainak száma 1749 fő (2022. január 1.). Saint-Julien Flacey, Varois-et-Chaignot, Orgeux, Arceau, Bretigny, Brognon, Clénay és Spoy községekkel határos.

## Népesség
A település népessége az elmúlt években az alábbi módon változott:
| Lakosok száma | 519  | 1124 | 1221 | 1358 | 1474 | 1486 | 1477 | 1500 | 1513 | 1749 |
|               | 1968 | 1982 | 1990 | 2006 | 2013 | 2015 | 2017 | 2019 | 2020 | 2022 |